# Regionalny ośrodek polityki społecznej
Regionalny ośrodek polityki społecznej (ROPS) – jednostka organizacyjna pomocy społecznej pełniąca zadania z zakresu pomocy społecznej na szczeblu samorządu wojewódzkiego. Do zadań ROPS-ów należy koordynacja wojewódzkiej strategii polityki społecznej oraz wspomaganie marszałka województwa w nadzorowaniu podległych mu jednostek organizacyjnych pomocy społecznej. Dyrektor ROPS może otrzymać od marszałka województwa upoważnienie do wystawiania decyzji administracyjnych w zakresie indywidualnych spraw instytucji.

## Zadania
Do zadań ROPS-ów należą: opracowywanie oraz aktualizowanie programów mających na celu przeciwdziałanie oraz neutralizację skutków wykluczenia społecznego, promowanie innowacyjnych rozwiązań w zakresie pomocy społecznej. Ponadto ważnym elementem zadaniowości jest współpraca z Państwowym Funduszem Rehabilitacji Osób Niepełnosprawnych, a także wspieranie finansowe oraz merytoryczne organizacji działających w zakresie pomocy społecznej i pracy socjalnej.